# Józef Milewski
Józef Milewski (20. března 1859 Poznaň – 16. ledna 1916 Kyjev) byl rakouský vysokoškolský pedagog a politik polské národnosti z Haliče, na konci 19. století poslanec Říšské rady.

## Biografie
Profiloval se jako národohospodářský odborník a vyučoval národohospodářství na Jagellonské univerzitě. Byl členem krakovské akademie věd.
Zasedal jako poslanec Haličského zemského sněmu.
Byl i poslancem Říšské rady (celostátního parlamentu Předlitavska), kam usedl v doplňovacích volbách roku 1894 za kurii velkostatkářskou v Haliči. Nastoupil 27. října 1894 místo Tomisława Rozwadowského-Jordana. Mandát obhájil ve volbách roku 1897. Ve volebním období 1891–1897 se uvádí jako rytíř Dr. Josef Milewski, univerzitní profesor, bytem Krakov.
Ve volbách roku 1897 se uvádí jako oficiální polský kandidát. Patřil do konzervativního křídla Polského klubu.
V roce 1915 byl zajat ruskými jednotkami při jejich stahování z okupovaného Lvova. Zastával tehdy funkci ředitele zemské banky ve Lvově. Rusové ho donutili, aby se přestěhoval do Kyjeva. Zde ale těžce onemocněl a zemřel v lednu 1916.